# Ucasiro
Ucasiro är en ort i Mexiko.   Den ligger i kommunen Madero och delstaten Michoacán de Ocampo, i den södra delen av landet, 210 km väster om huvudstaden Mexico City. Ucasiro ligger 1 787 meter över havet och antalet invånare är 126.
Terrängen runt Ucasiro är huvudsakligen kuperad, men åt nordväst är den platt. Runt Ucasiro är det glesbefolkat, med 16 invånare per kvadratkilometer. Närmaste större samhälle är Acuitzio del Canje, 16,3 km väster om Ucasiro. I omgivningarna runt Ucasiro växer huvudsakligen savannskog.